# Wiggins, Mississippi
Wiggins är administrativ huvudort i Stone County i Mississippi. Orten har fått sitt namn efter Wiggins Hatten som var far till bosättaren Madison Hatten. Vid 2010 års folkräkning hade Wiggins 4 390 invånare.